# Transcavitat dels epiplons
La transcavitat dels epiplons o bossa omental és un òrgan del cos humà delimitat pels epiplons (del grec επιπλειν epiploon "surar per sobre de"). Els epiplons, també anomenats oments (i de vegades mesenteri), són replecs peritoneals que recobreixen les diverses vísceres abdominals. Els epiplons compleixen una funció de fixació alimentària i d'innervació, ja que embolicats en el teixit adipós que conté hi transcorren també els diferents vasos sanguinis i limfàtics i nervis que arriben a cada víscera. L'epipló major és el replec (o conjunt de plecs) peritoneal que va cobrint i fixant l'intestí prim al llarg del seu recorregut. Cobrint-lo, hi ha l'epipló menor, un altre conjunt de plecs peritoneals que uneixen i fixen la curvatura menor de l'estómac amb el fetge. Aquest replec està fenestrat pel forat de Winslow a través del qual es pot accedir a la borsa omental que es troba a la seva part anterior.